# Edward Molyneux

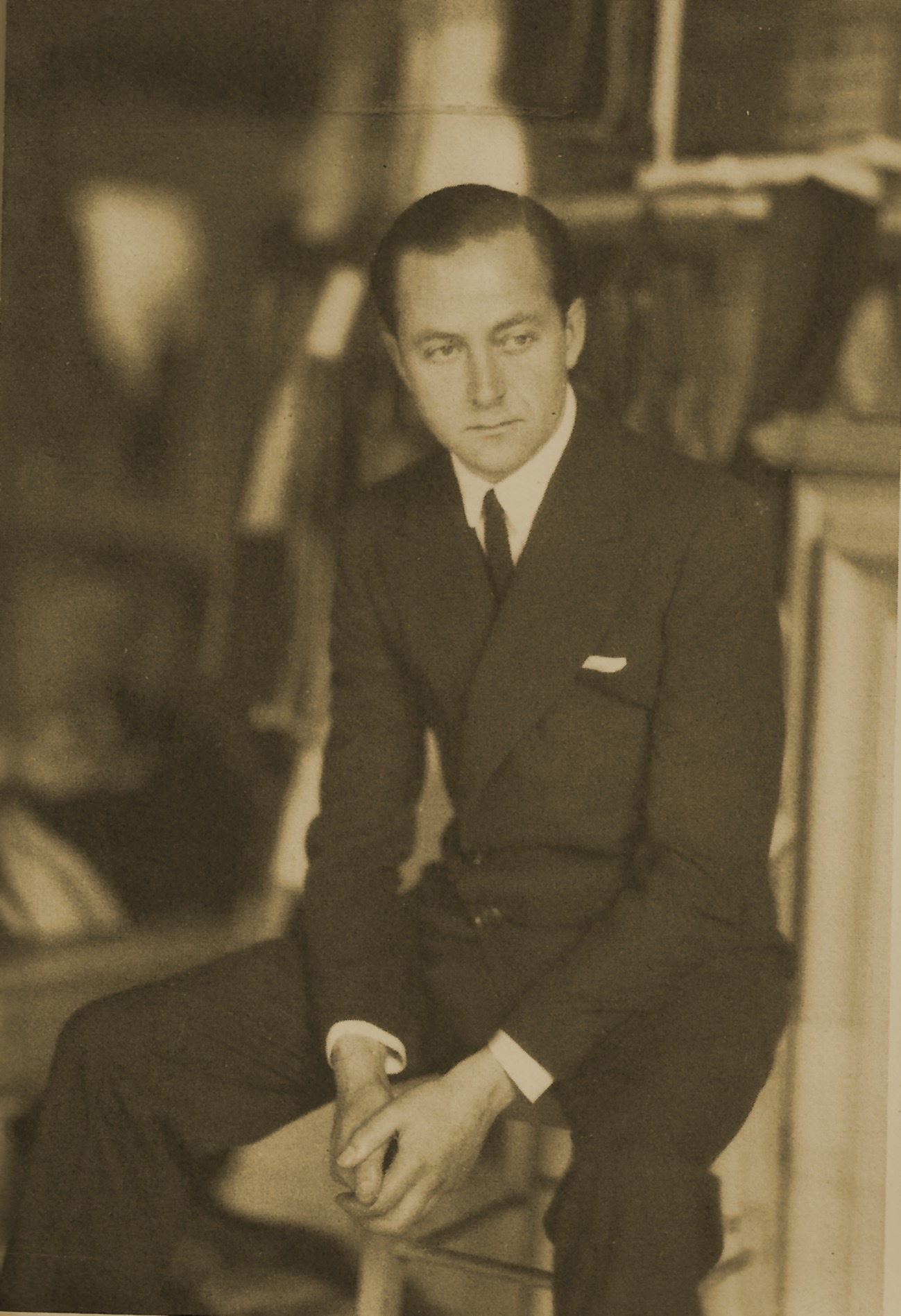
Edward Molyneux, 1922

Edward Molyneux (* 5. September 1891 in London; † 22. März 1974 in Monte Carlo) war ein französischer Modedesigner hugenottisch-irischer Abstammung.
Molyneux begann 1908 als Modezeichner in einem englischen Modehaus.
Sein eigenes Haute-Couture-Haus eröffnete er 1919 in Paris, nachdem er während des Ersten Weltkriegs in der britischen Armee gedient hatte und dort zum Captain ernannt worden war. Weitere Filialen bestanden in Monte Carlo, Cannes und in London.
Molyneux kreierte vor allem in den 1930er Jahren einen schlichten, weiblichen Modestil. Seine Kundschaft kam vor allem aus der Oberschicht: so entwarf er beispielsweise für Wallis Simpson die Aussteuer und kleidete die griechische Prinzessin Marina, die spätere Herzogin von Kent, ein. Eine weitere prominente Kundin war Marlene Dietrich. Kennzeichnend für ihn war glatt herabfallende Abendgarderobe. Er beeinflusste auch maßgeblich die Kreation des Kleinen Schwarzen, jenes schlicht-eleganten Shift-Kleides, das für den größten Teil des 20. Jahrhunderts für eine Frau ein angemessenes Abendkleid war. Im Atelier von Molyneux war lange Zeit auch Pierre Balmain beschäftigt, der vor allem nach dem Zweiten Weltkrieg die amerikanische Mode maßgeblich beeinflusste. Auch Christian Dior wies darauf hin, dass er von den krinolinenartigen Röcken beeinflusst wurde, die Molyneux in der Kollektion von 1937 präsentierte.
1940 emigrierte Molyneux von Paris nach England, konnte jedoch weder dort noch nach Ende des Zweiten Weltkriegs in Paris an seine Erfolge als Modeschöpfer anknüpfen. Er schloss seine Geschäfte in Paris und London 1950 und zog sich nach Jamaica zurück.